# Стаур (Дорсет)
Стур (енгл. River Stour) је река у Уједињеном Краљевству, у Енглеској. Дуга је 97 km. Протиче кроз Вилтшир и Дорсет. Улива се у Ламанш. 